# Alexander Fried
Alexander Fried (6. června 1892, Stará Bystrica, Rakousko-Uhersko – 15. ledna 1945, Staré Hory, Slovensko) byl funkcionář Komunistické strany Československa, protifašistický bojovník a úředník.
Po dokončení studia na základní a měšťanské škole studoval na Obchodní akademii v Banské Bystrici. Byl úředníkem na různých místech Slovenska. Následně se stal po vypuknutí druhé světové války členem oblastního ilegálního vedení a organizátorem protifašistického odboje v Žilině. Během Slovenského národního povstání byl příslušníkem 2. čs. partyzánské brigády M. R. Štefánika, po ústupu povstání do hor byl příslušníkem 1. čs. partyzánské brigády J. V. Stalina. Padl v boji s nacisty. Roku 1948 byl in memoriam vyznemanán Řádem SNP I. třídy.